# Olympische Sommerspiele 2016/Teilnehmer (Swasiland)
| Gelbes Symbol für Goldmedaillen mit stilisierten Olympischen Ringen | Graues Symbol für Silbermedaillen mit stilisierten Olympischen Ringen | Braundes Symbol für Bronzemedaillen mit stilisierten Olympischen Ringen |
| ------------------------------------------------------------------- | --------------------------------------------------------------------- | ----------------------------------------------------------------------- |
| —                                                                   | —                                                                     | —                                                                       |

Swasiland nahm an den Olympischen Spielen 2016 in Rio de Janeiro teil. Es war die insgesamt zehnte Teilnahme an Olympischen Sommerspielen. Das National Olympic Committee of Swaziland nominierte zwei Athleten in zwei Sportarten.

## Teilnehmer nach Sportarten

### Leichtathletik
Laufen und Gehen 
| Athleten           | Wettbewerb | Vorrunde | Vorrunde | Runde 1       | Runde 1       | Halbfinale    | Halbfinale    | Finale        | Finale        | Rang |
| Athleten           | Wettbewerb | Zeit     | Rang     | Zeit          | Rang          | Zeit          | Rang          | Zeit          | Rang          | Rang |
| ------------------ | ---------- | -------- | -------- | ------------- | ------------- | ------------- | ------------- | ------------- | ------------- | ---- |
| Frauen             |            |          |          |               |               |               |               |               |               |      |
| Phumlile Ndzinisa  | 100 m      | 12,49 s  | 67       | ausgeschieden | ausgeschieden | ausgeschieden | ausgeschieden | ausgeschieden | ausgeschieden | 67   |
| Männer             |            |          |          |               |               |               |               |               |               |      |
| Sibusiso Matsenjwa | 200 m      | –        | –        | 20,63 s       | 47            | ausgeschieden | ausgeschieden | ausgeschieden | ausgeschieden | 47   |